# Aquis Querquennis
Aquis Querquennis – rzymski fort znajdujący się na terenie obecnej prowincji Ourense w Hiszpanii.  

## Historia
Fort został zbudowany w latach 69–79 n.e dla pomieszczenia żołnierzy budujących drogę Via Nova (droga między dzisiejszym miastem Bracara Augusta w Portugalii, a Asturica Augusta w Hiszpanii). Był zajmowany przez 500 piechurów i kawalerzystów trzeciej kohorty Legio VII Gemina do 120 roku, gdy ci zostali wysłani do Dacji, a fort pozostał opuszczony. Zapomniano o nim do lat 20. XX wieku, gdy odkrył go archeolog Florentino López Cuevillas. W 1949 roku fort został zalany przy budowie zbiornika As Conchas, a od 1979 roku przeprowadzano na tym terenie wykopaliska, gdy podczas suszy poziom wody w zbiorniku opadał. Pozostałości fortu można zwiedzać podczas niskiego stanu wód w zbiorniku.